# Michael E. Brown
Michael E. Brown (Huntsville, Alabama, Estados Unidos, 5 de junho de 1965) é um astrônomo e professor estadunidense. Desde 2003, "Mike" leciona ciência planetária no Instituto de Tecnologia da Califórnia. Em seu trabalho como astrônomo, Mike e sua equipe são os responsáveis pela descoberta de vários objetos transnetunianos, sendo notável pela descoberta dos planetas anões Éris e Makemake. Ele humoristicamente refere-se a ele mesmo como o homem que matou Plutão, pois foi Michael Brown o maior responsável pela reclassificação de Plutão como planeta anão, após a descoberta do planeta anão Éris. Em decorrência disto, em 2010, ele publicou o livro How I Killed Pluto and Why It Had It Coming.

## Juventude e educação
Brown nasceu em Huntsville, Alabama, em 5 de junho de 1965. Em 1983, se formou na escola Virgil I. Grissom High School. Em 1987, graduou-se em física na Universidade de Princeton, onde foi membro do Princeton Tower Club. Em 1990, adquiriu seu mestrado em astronomia na Universidade da Califórnia em Berkeley. E em 1994, com 29 anos, adquiriu seu doutorado em astronomia.

## Descobertas
Brown é bem conhecido na comunidade científica por suas pesquisas sobre objetos distantes que orbitam o Sol além da órbita de Netuno, chamados comumente de objetos transnetunianos. Sua equipe de astronomia descobriu vários destes e principalmente os planetas anões Makemake e Éris — o único objeto conhecido além da órbita de Netuno que é mais massivo que Plutão, e cuja descoberta fez Plutão perder seu status de planeta.
Brown também descobriu Sedna, que se acredita ser o primeiro corpo menor pertencente a nuvem de Oort a ser observado, Orco, Quaoar, Gonggong e Aya, todos candidatos a serem reclassificados como planetas anões.
A equipe de Brown homenageou Éris e sua respectiva lua Disnomia com os nomes informais Xena e Gabrielle, respectivamente, os nomes das duas personagens principais da série Xena: A Princesa Guerreira.

### A controvérsia Haumea
Brown e sua equipe observaram o planeta anão Haumea por aproximadamente seis meses antes de ter sido anunciada a sua descoberta por José Luis Ortiz Moreno e sua equipe do Observatório da Serra Nevada na Espanha. Brown originalmente ofereceu suporte a pesquisa da equipe de Ortiz, sendo dado crédito as duas equipes pela descoberta do planeta anão.
| Lista de descobertas |

| Planetas anões descobertos: 3 | Planetas anões descobertos: 3 |
| --- | ----------------------------- |
| (136108) Haumea [1] [2] [6] | 28 de dezembro de 2004        |
| 136199 Eris [1] [2] | 8 de janeiro de 2005          |
| 136472 Makemake [1] [2] | 31 de março de 2005           |
| Objetos transnetunianos descobertos: 12 |                               |
| 126154 2001 YH140 [1] | 18 de dezembro de 2001        |
| 126155 2001 YJ140 [1] [5] | 20 de dezembro de 2001        |
| 55565 Aya [Cand] | 10 de janeiro de 2002         |
| 119951 2002 KX14 [1] | 17 de maio de 2002            |
| 50000 Quaoar [1] [Cand] | 4 de junho de 2002            |
| 84719 2002 VR128 [1] | 3 de novembro de 2002         |
| 120178 2003 OP32 [1] [2] | 26 de julho de 2003           |
| 90377 Sedna [1] [2] [Cand] | 14 de novembro de 2003        |
| 90482 Orco [1] [2] [Cand] | 17 de fevereiro de 2004       |
| 120347 Salacia [3] [4] | 22 de setembro de 2004        |
| 120348 2004 TY364 [1] [2] | 3 de outubro de 2004          |
| 225088 2007 OR10 [2] [Cand] | 17 de julho de 2007           |
| Outros objetos descobertos |                               |
| 87 Sylvia I Romulus [8] | 18 de fevereiro de 2001       |
| 136199 Eris I Dysnomia [7] | 10 de setembro de 2005        |
| 1 com Chad Trujillo 2 com David L. Rabinowitz 3 com Henry G. Roe 4 com Kristina M. Barkume 5 com Glenn Smith 6 créditos à José Luis Ortiz Moreno 7 com M. A. van Dam, A. H. Bouchez, D. Le Mignant 8 com Jean-Luc Margot Cand Candidato a planeta anão |                               |

Entretanto, investigações mostraram que um site contendo arquivos sobre onde os telescópios da equipe de Brown foram apontados durante a observação de Haumea, foram acessados 8 vezes três dias antes do anúncio oficial de Ortiz, por computadores cujo endereços IP foram rastreados como sendo do Instituto de Astrofísica da Andaluzia (CSIC), onde trabalha a equipe de Ortiz, além de mensagens de e-mail trocadas entre Ortiz e seu aluno. Estes acessos ao site aconteceram uma semana depois de Brown ter publicado um resumo sobre sua próxima conferência onde ele planejava anunciar a descoberta de Haumea. O resumo se referia a Haumea com um código, mesmo código utilizado nos relatórios do site para indicar a sua localização. Os computadores de Andaluzia tinham acessado diretamente o relatório pelo código, como é o caso de uma pesquisa de internet, onde então se penetraria no site direto ao assunto desejado sem passar por páginas iniciais ou diretórios de arquivos. Quando perguntado sobre esta atitude, Ortiz respondeu com um e-mail para Brown que o sugeriu que ele estava em falta para "ocultar objetos" e disse que "a única razão para estarmos trocando este e-mail agora é porque vocês não relataram seu objeto antes". Brown diz que esta declaração de Ortiz contradiz a prática científica de analisar a investigação, até onde se é considerado necessário, e em seguida, enviá-lo para revisão antes de qualquer anúncio público de mesmo nível. No entanto, o Minor Planet Center apenas necessita da determinação bastante precisa da órbita do objeto a fim de fornecer o crédito da descoberta, fornecido a Ortiz.
O então diretor do Instituto de Astrofísica da Andaluzia, José Carlos del Toro, distanciou-se do Ortiz, insistindo que seus pesquisadores que têm a responsabilidade sobre seus atos. Brown então pediu a União Astronômica Internacional para que sua equipe recebesse o crédito ao invés da equipe de Ortiz como os descobridores de Haumea. A UAI deliberadamente não reconheceu um descobridor de Haumea. A data da descoberta e localização são listados oficialmente como 7 de março de 2003, no Observatório da Serra Nevada. No entanto, a UAI aceitou o nome sugerido por Brown para o objeto: Haumea.

## Ex-alunos
Brown formou vários astrofísicos, incluindo Adam Burgasser, Jean-Luc Margot, Chad Trujillo, Marc Kuchner, Antonin Bouchez, Emily Schaller, Darin Ragozzine, e Megan Schwamb.

## Prêmios e homenagens
- Michael E. Brown foi nomeado uma das 100 pessoas mais influentes de 2006 pela revista Time.[8]
- O asteróide 11714 Mikebrown, descoberto em 28 de abril de 1998, foi nomeado em sua homenagem.[9]
- Em 2001, ele ganhou o prêmio anual de planetologia Harold C. Urey.
- Em 2007, ele ganhou o prêmio anual Feynman, pelo seu prestígio como professor.
- Em 2012, Mike Brown ganhou o prêmio Kavli de astrofísica.[10]